# سفارة فرنسا في لوكسمبورغ
سفارة فرنسا في لوكسمبورغ هي أرفع تمثيل دبلوماسي لدولة فرنسا لدى لوكسمبورغ. تقع السفارة في مدينة لوكسمبورغ وهي تهدف لتعزيز المصالح الفرنسية في لوكسمبورغ.

## وصلات خارجية
- الموقع الرسمي
- قائمة سفارات فرنسا
- قائمة السفارات في لوكسمبورغ